# Østers
 Denne artikel omhandler den europæiske østers. For østers som samlebetegnelse, se Østers (gruppe).
Østersen (Ostrea edulis), også kaldet europæisk østers, limfjordsøsters eller flad østers, er en 8-15 centimeter stor, marin musling, der lever langs Vesteuropas kyster, fra Vestnorge til Middelhavet, som regel findes på lavt vand. I Danmark lever østersen især i den vestlige Limfjord, og er i øvrigt temmelig sjælden. Derimod er den beslægtigede og invasive stillehavsøsters (Crassostrea gigas) almindelig i Danmark. Nogle steder dyrkes østers i særlige saltvandsdamme. Det latinske navn edulis betyder "spiselig".

## Udseende
De gamle østers kendes på deres uregelmæssige, kraftige skaller, der har en bladet struktur. Der er stor forskel på højre og venstre skal. Den venstre, der er fasthæftet til underlaget, er hvælvet og skålformet, mens den højre er flad og fungerer som låg. Muslingen har ingen fod og har kun en enkelt lukkemuskel, der dog er kraftig.
Europæisk østers adskiller sig fra stillehavsøsters (Crassostrea gigas), der er en invasiv art i Danmark, ved at have runde, ikke aflange skaller. En tredje østersart i Danmark er molboøsters (Arctica islandica), men den er ikke nært beslægtet med de andre østers, lever generelt nedgravet i sandet på havdybder over 10 meter, og dens runde skal har et koncentrisk stribet mønster.

## Levevis
Østers lever af plankton, som den filtrerer fra havvandet. En enkelt østers alene filtrerer omkring 100 liter vand i døgnet, og smagen varierer derfor betydeligt fra sødt til metallisk eller cremet, fra salt til bittert eller nøddeagtigt – afhængigt af vandet, de lever i, saltholdighed, alger, temperatur og årstid. Strømforholdene afgør, hvor meget mad østersen får, og en velnæret østers smager af mere. Af samme grund ændrer en østers ret hurtigt smag, hvis den flyttes til en ny lokalitet. Januar regnes som den bedste måned for østers. 
Østers er cirka 10 måneder gammel, når den bliver kønsmoden. Den er hermafrodit, men er han og hun på forskellige tidspunkter. Det er svært at se forskel, for kønsorganet ses kun under befrugtningsprocessen.  Som regel er de mindste dog hanner, og de største hunner. Østersen er særdeles frugtbar. En hunøsters afgiver omkring fem millioner æg, som befrugtes af nogle af hannens omkring 2,7 milliarder sædceller. I sin første levetid er østersen en han; men hvis temperaturen bliver højere end cirka 12 °C, og der er rigelig føde, skifter den i etårsalderen til et hunligt stadium og begynder at producere æg. Den kan senere i samme sæson gå tilbage til et hanligt stadium; men efter tre år er 90 % af alle østers hunlige.  Larven måler cirka 0,1 millimeter og er fritsvømmende i nogle uger, hvorefter den sætter sig fast på f.eks. sten og skaller o forbliver har resten af livet, hvilket i reglen er omkring 10 år; undertiden betydeligt mere. Det tager tre-fire år for den at vokse op til spisestørrelse.
En britisk biolog fiskede i 2011 verdens ældste kendte levende dyr op fra havbunden, men dræbte det med det samme ved at nedfryse det for at bestemme alderen. Dyret var en gammel molboøsters, som det senere viste sig havde lykkedes med at blive hele 507 år gammel. Molboøstersen blev navngivet Ming, fordi den begyndte sit liv, da Ming-dynastiet regerede i Kina.

### Biokemi
Biokemisk er østers meget mere komplicerede, end man hidtil har troet. Ved hjælp af DNA-sekventering har man konstateret, at der indgår 259 enzymer til at danne skallerne og eventuelle perler i stillehavsøsters.

## Udbredelse og indsamling i Danmark
Det er blevet populært at tage på østersfangst eksempelvis i Vadehavet efter den invasive stillehavsøsters (Crassostrea gigas), som danner store banker og er i stand til at udkonkurrere de naturligt forekommende østers og blåmusling. Privat indsamling af østers bør kun foregå i den kolde del af året, da længere varmeperioder giver opblomstring af giftige alger, som kan ophobes i østers. Desuden bør indsamling undgås nær å- og spildevandsudløb, havne og lignende steder, da bakterier og virus kan optages i østers. Risiko for bakterier og virus kan reduceres betydeligt ved kogning i mindst ét minut, men dette fjerner ikke algegifte. Fødevarestyrelsen overvåger store dele af de danske farvande med østers for algegifte, bakterier og virus og kan lukke for kommercielt fiskeri og høst.
I dag findes der i Danmark kun større bestande af den naturligt forekommende europæiske østers (Ostrea edulis) i Limfjorden. Dette er verdens nordligste og verdens største sammenhængende bestand af arten. De fleste andre steder i både Danmark og Europa er arter forsvundet eller gået kraftigt tilbage grundet parasitter og konkurrence fra stillehavsøsters. I nyere tid er den europæiske østers først etableret i Limfjorden i 1800-tallet, da vandets saltholdighed havde været for lav siden omkring år 1200, fordi Limfjorden var aflukket fra Vesterhavet af Agger Tange. Den europæiske østers anses generelt for at være en større delikatesse end stillehavsøsters. Langt størstedelen af de østers, som høstes i Limfjorden, sælges til udlandet. Europæiske østers i Limfjorden er ikke truet af de parasitter og sygdomme, som har ramt andre bestande af denne art, men som følge af en række relativt kolde somre (formering kræver relativt høje temperaturer) og et nyligt indtog af stillehavsøsters i Limfjorden, er kvoten for europæiske østers blevet begrænset. Desuden er den potentielt truet af japansk østersboresnegl (Ocinebrellus inornatus), en muslinge-spisende havsnegl, der oprindeligt kommer fra Østasien, hvor den hovedsageligt spiser stillehavsøsters. Sneglen er utilsigtet blevet indført til Europa, herunder Nissum Bredning, hvor den ligeledes spiser europæisk østers. Sneglen er også indført til Frankrig, Holland og Nordamerikas vestkyst. På grund af disse trusler forskes der i kunstigt opdræt og udsætning for at opretholde bestanden af europæisk østers i Limfjorden.

## Historie
Den europæiske østers har historisk været en vigtig ernæringskilde i Danmark, og store mængder skaller er fundet i køkkenmøddinger helt tilbage fra Ertebøllekulturen 5200-4200 f.Kr. Nogle af disse bunker af østersskaller er op til to meter høje og 100 meter lange. Fossile østers er fundet så langt mod nord som i Troms i Norge. Stenalderens nordmænd spiste sjældent østersen rå, men kogte den som regel i sin egen saft på kanten af bålet. Frederik 2. og hans dronning sendte skibe til Norge efter østers. Så stor pris satte kongeparret på østers, at de i 1587 indførte eneret på østersfiskeri i Danmark, med dødsstraf for overtrædelse af forbuddet. I 1849 overgik retten til staten, som siden har forpagtet den ud til fiskere.
Alle må frit indsamle stillehavsøsters til eget forbrug. Fjernelse af den invasive stillehavsøsters anses generelt som godt, da den udkonkurrerer de naturligt forekommende danske arter og ændrer fødekædebalancen. I dag anbefales omfattende indsamling af stillehavsøsters, da arten har bredt sig kolossalt som følge af milde vintre og mange steder fortrænger de oprindelige arter.